# Théorème fondamental des fonctions symétriques
Pour les articles homonymes, voir Théorème de Newton.
En mathématiques, et plus particulièrement en algèbre commutative, le théorème fondamental des fonctions symétriques, souvent appelé « théorème fondamental des polynômes symétriques » ou « théorème de Newton », stipule que tout polynôme symétrique en n indéterminées à coefficients dans un anneau (commutatif) A s'exprime de façon unique par une fonction polynomiale des n polynômes symétriques élémentaires. Autrement dit, les n polynômes symétriques élémentaires forment une partie génératrice de l'algèbre des polynômes symétriques en n indéterminées sur A et sont algébriquement indépendants sur A.

## Définitions et remarques préliminaires
- Soit A un anneau, et B = A[X1, …, Xn] l'algèbre des polynômes en n indéterminées à coefficients dans A. On dénote par Sn le groupe des permutations de 1, 2, …, n. Si P(X1, …, Xn) est un élément de B, et σ un élément de Sn, on note Pσ le polynôme P(Xσ(1), …, Xσ(n)). Un polynôme de B est dit symétrique s'il est invariant sous l'action de Sn, c'est-à-dire s'il reste identique à lui-même lorsqu'on permute entre elles de n'importe quelle façon les variables qui le composent.
- Cette action de Sn sur B respecte la structure de A-algèbre de B (lemme 2, section « Démonstrations du théorème »), si bien que les polynômes symétriques forment une sous-algèbre. En d'autres termes, la somme et le produit de polynômes symétriques, et le produit d'un polynôme symétrique par un élément de A, sont symétriques.
- De même, si K est un corps, une fraction rationnelle à n variables est dite symétrique si elle est invariante sous l'action du groupe Sn (celle-ci étant définie comme pour les polynômes), et les fractions rationnelles symétriques forment un sous-corps du corps des fractions rationnelles en n indéterminées sur K.
- Les polynômes symétriques élémentaires sn,k, pour n et k entiers naturels, sont les polynômes symétriques en n indéterminées définis par{\displaystyle s_{n,k}(X_{1},\ldots ,X_{n})=\sum _{1\leq j_{1}<j_{2}<\ldots <j_{k}\leq n}X_{j_{1}}\dotsm X_{j_{k}}},ou encore par{\displaystyle (X-X_{1})(X-X_{2})\dotsm (X-X_{n})=\sum _{k\in \mathbb {N} }(-1)^{k}X^{n-k}s_{n,k}(X_{1},\dots ,X_{n})}.On ne s'intéresse qu'aux sn,k pour 1 ≤ k ≤ n, car sn,k est nul si k > n, et est constant (égal à 1) si k = 0.

## Le théorème fondamental des fonctions symétriques
Théorème : Soit A un anneau commutatif. Si P est un polynôme symétrique en n indéterminées à coefficients dans A, alors il existe un unique polynôme T, à coefficients dans A, tel que
P(X1, …, Xn) = T(sn,1, …, sn,n),
les sn,i étant les polynômes symétriques élémentaires en les indéterminées X1, …, Xn.

Le corollaire suivant justifie l'appellation usuelle du théorème :

Si f est une fraction rationnelle symétrique en n indéterminées sur un corps K, alors il existe une unique fraction rationnelle Φ sur K telle que
f(X1, …, Xn) = Φ(sn,1, …, sn,n).

En effet, toute fraction rationnelle symétrique est un quotient de deux polynômes symétriques.
Remarque
L'unicité de la représentation est équivalente au fait qu'il n'existe pas de polynôme T non nul vérifiant T(sn,1, …, sn,n) = 0. Si l'anneau A est un corps, cela signifie, dans le langage de la théorie des corps, que les polynômes symétriques élémentaires sont algébriquement indépendants. Ils forment donc une base de transcendance des fractions rationnelles symétriques en n indéterminées sur K.

## Démonstrations du théorème
Il existe beaucoup de démonstrations du théorème des fonctions symétriques. Les plus courtes se servent de l'ordre lexicographique sur les monômes unitaires, puis d'une astuce pour abaisser le « degré lexicographique » d'un polynôme symétrique, ce qui fournit l'étape nécessaire à une démonstration par induction sur ce bon ordre. L'idée de cet algorithme remonte à Edward Waring en 1700,,,. La démonstration a été formalisée par Gauss en 1815 et « c'est la même qu'on trouve dans les manuels modernes ».
Remarque[réf. souhaitée]
Cette preuve montre de plus que le degré total de T est au plus égal au maximum des degrés de P en chaque variable.
La démonstration suivante, à peine plus longue, peut sembler plus naturelle, et fournit des instruments théoriques qui préludent à la théorie de Galois.
Avec les notations précisées dans la section « Définition et remarques préliminaires », elle repose sur trois lemmes :
Lemme 1 — Si A' est un anneau contenant A comme sous-anneau et (a1, …, a n) un n-uplet d'éléments de A', alors l'application d'évaluation,
est un morphisme d'anneaux et même de A-algèbres, appelé « morphisme de substitution ».
C'est un cas particulier de la propriété universelle des anneaux de polynômes.
Lemme 2 — Soit σ une permutation de Sn.
Alors l'application  ( )σ : B → B,  P ↦ Pσ  est un automorphisme de B.
Puisque A est un sous anneau de B, c'est une simple application du lemme 1, avec (a1, …, an) = (Xσ(1), …, Xσ(n)). L'application inverse de ( )σ est évidemment ( )σ−1.
Lemme 3 — Si i est différent de j1, j2, …, jk et si Xi divise le produit d'un polynôme P de B par le monôme Xj1…Xjk, alors Xi divise P.
C'est encore une simple application du lemme 1, avec (a1, …, an) = (X1, …, Xi–1, 0, Xi+1, …, Xn).
On peut aussi utiliser la théorie de Galois pour démontrer directement la partie « existence » du corollaire du théorème, c'est-à-dire montrer que toute fraction rationnelle symétrique sur un corps K est une fonction rationnelle des polynômes symétriques élémentaires.
On en déduit alors la partie « existence » du théorème (tout polynôme symétrique sur A est une fonction polynomiale des polynômes symétriques élémentaires) pour A = Z puis, par généricité, pour tout anneau commutatif A.

## Procédures de calcul
Avant d'appliquer toute procédure de calcul, puis éventuellement à chaque étape, il est parfois préférable, pour alléger les calculs, de séparer le polynôme symétrique P en somme de polynômes égaux aux orbites des monômes a X1α1 … Xnαn apparaissant dans P sous l'action de Sn.
L'expression de P en termes des polynômes symétriques élémentaires sera alors la somme des expressions des polynômes orbites respectifs.
Il existe ensuite différentes méthodes pour le calcul effectif de l'expression du polynôme T apparaissant dans le théorème fondamental ci-dessus. On peut par exemple baser une procédure récursive de calcul de T sur l'une des deux démonstrations précédentes :
- utilisation de l'ordre lexicographique :
  - on repère dans P le monôme a X1α1 … Xnαn pour lequel (α1, …, αn) est maximum,
  - on pose ti = αi – αi+1 pour 1 ≤ i < n, et tn = αn,
  - on forme le polynôme symétrique Q = a sn,1t1 … sn,ntn,
  - l'expression de P – Q par les polynômes symétriques élémentaires est donnée par la procédure récursive : P – Q = W(sn,1, …, sn,n),
  - l'expression de P par les polynômes symétriques élémentaires s'ensuit : T = W + a S1t1 … Sntn ;
- double récurrence, sur le nombre de variables et le degré :
  - on forme le polynôme symétrique φ(P) à partir du polynôme P en annihilant les monômes multiples de Xn dans P,
  - le polynôme V, qui exprime φ(P) au moyen des polynômes symétriques élémentaires sn–1,i est donné par la procédure récursive :φ(P) = V(sn–1,1, …, sn–1,n–1),
  - le polynôme P – V(sn,1, …, sn,n–1) est divisible par sn,n, et son quotient Q par sn,n est symétrique,
  - l'expression de Q par les polynômes symétriques élémentaires est donnée par la procédure récursive : Q = W(sn,1, …, sn,n),
  - l'expression de P par les polynômes symétriques élémentaires s'ensuit : T = V + W Sn.

### Exemple
On se propose d'illustrer les deux procédures précédentes en déterminant la représentation en termes des polynômes symétriques élémentaires de la troisième somme de Newton en trois variables, constituée d'une seule orbite :
- Utilisation de l'ordre lexicographique :
  - (α1, α2 , α3) = (3, 0, 0) donc (t1, t2 , t3) = (3, 0, 0) et Q = s3,13, que l'on retranche de P :P0 := P – s3,13 = –6X1X2X3 – 3(X12X2 + X12X3 + X22X1 +X22X3 + X32X1 + X32X2) ;
  - on cherche la représentation du polynôme P0 :
    - (α'1, α'2 , α'3) = (2, 1, 0) donc (t'1, t'2 , t'3) = (1, 1, 0) et Q0 = –3s3,1s3,2, que l'on retranche de P0 :
    - P0 – Q0 = 3X1X2X3, dont la représentation est immédiate : P0 – Q0 = 3s3,3 ,
    - doncP0 = 3s3,3 – 3s3,1s3,2 ;

  - doncP = 3s3,3 – 3s3,1s3,2 + s3,13.
- Double récurrence, sur le nombre de variables et le degré :
  - On élimine les monômes contenant la variable X3 dans P et l'on détermine la représentation du polynômeP1 := X13 + X23 :
    - on élimine les monômes multiples de la variable X2 dans P1, et l'on détermine la représentation du polynôme P2 = X13. Cette représentation est immédiate : P2 = s1,13 ;
    - on substitue s2,1 à la place de s1,1 dans P2, ce qui donne s2,13 = (X1 + X2)3, et l'on retranche de P1 ; le résultat doit être un multiple de s2,2 : P1 – s2,13 = –3X12 X2 – 3X1X22 = –3X1X2(X1 + X2) = –3s2,2s2,1 ;
    - doncP1 = s2,13 – 3s2,2s2,1 ;

  - on substitue s3,i à la place de s2,i dans P1, et l'on retranche de P ; le résultat doit être un multiple de s3,3 :  P – (s3,13 – 3s3,2 s3,1) = X13 + X23 + X33 – [(X1 + X2 + X3)3 – 3(X1X2 + X1X3 + X2X3) (X1 + X2 + X3)] = 3X1X2X3 = 3s3,3 ;
  - donc (comme précédemment)P = s3,13 – 3s3,2s3,1 + 3s3,3.

## Usage et applications du théorème fondamental des fonctions symétriques
Le but de cette section est d'illustrer, par un certain nombre d'applications et d'exemples, l'usage du théorème fondamental des fonctions symétriques.
Il se trouve qu'il est principalement utilisé par l'intermédiaire d'un corollaire, qu'on invoque d'ailleurs souvent par le même nom.
Ce corollaire ne fait que dire qu'une expression algébrique polynomiale à coefficients dans un anneau commutatif intègre A, mettant en jeu les racines d'un certain nombre de polynômes unitaires à coefficients dans A, et symétrique en chaque groupe de racines, appartient en fait à A. Il s'applique en particulier si A est un corps K (dans ce cas, tous les éléments algébriques sur K sont entiers sur K).
On rappelle que pour tout anneau commutatif A, un élément d'une A-algèbre est entier sur A s'il est racine d'un polynôme unitaire à coefficients dans A. Un tel élément α est racine d'une infinité de polynômes unitaires ; nous supposerons donc un tel polynôme Pα fixé pour chaque élément entier α.
Notons que si A est intègre, les coefficients du polynôme Pα sont (au signe près) les fonctions symétriques élémentaires des racines de Pα, dans une clôture algébrique du corps Fr(A) des fractions de A. En effet, Pα étant unitaire, on a
 où α, α', α" sont toutes les racines de Pα, et cette expression est l'image de (X – X1)(X – X2)(X – X3)…  par le morphisme de substitution (lemme 2 de la section précédente) qui envoie X1, X2, … sur α, α', ….
Corollaire — Soient A un anneau commutatif, B une A-algèbre commutative, et αi(j) (1 ≤ i ≤ m, 1 ≤ j ≤ ni) des éléments de B (non nécessairement distincts) tels que pour tout i, le polynôme Pi := (X – αi(1))…(X – αi(ni)) soit à coefficients dans A.
Si P est un polynôme de n1n2 … nm variables
appartient à A.
Note
L'anneau A peut être lui-même un anneau de polynômes en un certain nombre de variables « statiques » Yk, par opposition aux « variables actives » Xi(j).

### Applications historiques du théorème fondamental des fonctions symétriques
Jusqu'à l'avènement de la théorie de Galois, le théorème des fonctions symétriques était le seul outil qui permettait de pénétrer dans la structure des équations algébriques. Il fut utilisé par la plupart des grands algébristes tel que Newton, Lagrange, Abel, Kummer ou Galois et même plus tard, il n'est pas jusqu'à Hilbert qui n'en ait usé.
Le corollaire cité dans la section précédente autorise en effet une attitude active face aux problèmes ; plutôt que d'attendre que la solution s'impose d'elle même, on peut former a priori des expressions symétriques et en déduire les propriétés désirées.
Toute l'œuvre algébrique d'Abel est remplie de ces expressions « symétrisées », et c'est aussi par ce moyen que Galois a établi sa théorie, à travers le théorème de l'élément primitif. De nos jours, la théorie de Galois, établie de façon indépendante, a très largement supplanté l'usage du théorème des fonctions symétriques. Néanmoins, il possède quelques avantages sur la théorie de Galois qui en font encore un instrument utile : il est d'abord insensible à la nature de l'anneau des coefficients, qui peut même ne pas être intègre. La théorie de Galois, elle, ne s'applique (classiquement) que dans les corps. Mais même dans les corps, la théorie de Galois ne s'applique que pour les extensions séparables (il est vrai que la mécanique galoisienne a été étendue au-delà des extensions de corps galoisiennes. Néanmoins, dans de nombreuses circonstances, utiliser ces théories reviendrait à écraser une mouche avec un gros pavé). C'est dans ces cas que le théorème des fonctions symétriques reprend ses droits.
Ce théorème est fréquemment utilisé comme outil en algèbre commutative moderne, comme par exemple dans la démonstration des théorèmes de « going up » et « going down » de Cohen-Seidenberg (en).

### Exemples
Une partie des exemples suivants reprennent la démonstration de résultats bien connus. Ce genre de démonstrations ont généralement été abandonnées au profit de démonstrations plus théoriques (c'est une tendance constante des mathématiques modernes que celle de rechercher les concepts intrinsèques, plutôt que d'utiliser des arguments astucieux mais artificiels). Néanmoins, ces démonstrations « à l'ancienne » ont un certain charme, et illustrent le parti qu'on peut tirer du théorème fondamental des fonctions symétriques.

#### Exemple 1
Soient B une A-algèbre commutative et α, β1, …, βn ∈ B.

Si α est racine d'un polynôme unitaire à coefficients dans A[β1, …, βn] et si β1, …, βn sont entiers sur A, alors α est entier sur A.
Ainsi, en notant C la fermeture intégrale de A dans B, c.-à-d. l'ensemble des éléments de B entiers sur A :
- C est une sous-algèbre de B ;
- si α est entier sur C alors α ∈ C.

Démonstration : On se ramène sans peine par récurrence au cas n = 1 (on peut même supposer que chaque βk n'est entier que sur A[β1, …, βk–1]).
Soient donc P ∈ A[X, Y], unitaire par rapport à X, tel que P(α, β) = 0, et Q ∈ A[Y], unitaire, tel que Q(β) = 0.
Écrivons Q sous la forme Q(a1, …, am, Y) où a1, …, am ∈ A et Q est le polynôme unitaire de degré m en Y universel :
Q = Ym – S1Ym–1 + … + (–1)mSm ∈ Z[S1, …, Sm, Y].
Le morphisme de substitution, de Z[S1, …, Sm] dans Z[X1, …, Xm], qui envoie (S1, …, Sm) sur (sm,1, …, sm,m), étant injectif, on peut l'assimiler à une inclusion et considérer les Sk comme égaux aux polynômes symétriques élémentaires en les Xk. Via cette identification, on a :
Q = (Y – X1)…(Y – Xm).
Notons R ∈ A[X, S1, …, Sm] le produit des P(X, Xk), puis R ∈ A[X] le polynôme R(X, a1, …, am), unitaire par construction.
Le produit des P(X, Xk) – P est à la fois de la forme Q U et de la forme R + P V, avec U, V ∈ A[X, Y, S1, …, Sm]. Par substitution, on en déduit :
R(α) = Q(β) U(α, β, a1, …, am) – P(α, β) V(α, β, a1, …, am) = 0,
ce qui prouve que α est entier sur A.

#### Exemple 2
Tout corps de décomposition est une extension normale, c'est-à-dire que si K est un corps et L un corps de décomposition d'un polynôme à coefficients dans K alors, pour tout α ∈ L, le polynôme minimal sur K de α est scindé sur L.

Démonstration : Par hypothèse, L = K(β1, …, βn), où les βi sont les racines d'un polynôme Q ∈ K[X].
Si α ∈ L, il existe donc une fraction rationnelle f telle que α = f(β1, β2, … ). Soit Π ∈ L[X] le produit de tous les monômes X – f(βσ(1), βσ(2), … ), le produit s'étendant à l'ensemble des permutations σ de Sn.
Le polynôme Π est symétrique en les βi, donc ses coefficients appartiennent en fait à K. Comme Π(α) = 0, le polynôme minimal P de α sur K divise Π.
Mais Π est scindé sur L par construction, donc P aussi.

#### Exemple 3
En utilisant le théorème des fonctions symétriques dans la construction de van der Waerden d'un élément primitif, on peut facilement démontrer que toute extension L d'un corps K engendré par une famille finie d'éléments séparables sur K admet un élément primitif séparable. Par ce moyen, on obtient facilement qu'une telle extension L/K est séparable (voyez « Construction de van der Waerden », démonstration et remarque).

#### Exemple 4
Quel est le polynôme minimal de √2 + 35√7 ? Plus généralement, on peut se poser le problème de déterminer le polynôme minimal d'une fonction rationnelle quelconque d'éléments algébriques α1, …, αn sur un corps K, dont on connaît les polynômes minimaux Pαi (ou même seulement des polynômes annulateurs).
Lorsque les degrés des équations en jeu sont suffisamment petits pour permettre des calculs de tailles raisonnables, on peut envisager l'algorithme suivant, autrement beaucoup trop lourd. Il devient vite impraticable, même pour des degrés relativement faibles, mais a le mérite d'exister.
Soit α = f(α1, …, αn) l'élément dont on recherche le polynôme minimal.
On forme le polynôme Π(X), en multipliant formellement de toutes les façons possibles les monômes X – f(α'1, …, α'n), où α'i désigne un conjugué quelconque de αi.
Puisque l'expression formelle obtenue est symétrique en chacun des groupes de conjugués, elle est fonction des fonctions symétriques élémentaires de ces conjugués, et peut être effectivement déterminée par un algorithme de décomposition en termes des fonctions symétriques élémentaires.
En remplaçant les fonctions symétriques des conjugués de αi par le coefficient correspondant du polynôme minimal de αi (affecté du signe convenable), on obtient un polynôme de K[X] qui s'annule nécessairement en α, et qu'on note encore Π.
Il s'agit ensuite de réduire Π en facteurs irréductibles sur K, ce qui nécessite un algorithme de factorisation.
Enfin, il faut déterminer lequel des facteurs irréductibles est le polynôme minimal de α ; dans le cas où K est un corps de nombres, cela peut se faire à l'aide d'approximations numériques des racines de Π.